# Équipe du Paraguay de Coupe Davis
L'équipe du Paraguay de Coupe Davis représente le Paraguay à la Coupe Davis. Elle est placée sous l'égide de la Fédération paraguayenne de tennis.

## Historique
Créée en 1931, l'équipe du Paraguay de Coupe Davis a dû attendre 1982 pour jouer sa seconde rencontre dans la compétition. L'équipe est alors formée par deux solides joueurs, Víctor Pecci et Francisco González. Habitués à recevoir à domicile sur du parquet afin de déstabiliser les adversaires, ils ont réussi à faire tomber la Tchécoslovaquie d'Ivan Lendl dès leur apparition dans le groupe mondial en 1983, et surtout la France en 1985. Les paraguayens parviennent à mener 2 à 0 dès le vendredi après deux combats en cinq manches terminés au milieu de la nuit contre Yannick Noah et Henri Leconte. Pecci remporte finalement le cinquième match décisif contre Leconte en quatre sets dans une ambiance survoltée. En quart de finale, ils ne sont battus que 3 à 2 sur gazon par les Australiens à Sydney grâce notamment à une victoire en double.
Le pays réalise une dernière performance majeure en 1987 en éliminant les États-Unis, cette fois-ci sur la terre battue du Yacht & Golf Club. Bien aidé par le surprenant Hugo Chapacú, victorieux de Jimmy Arias (9-7 au 5e), Pecci donne le dernier point en dominant Aaron Krickstein. La rencontre ayant encore été le théâtre de débordements, l'ITF interdit au Paraguay d'accueillir l'Espagne en quart de finale. La rencontre se déroule donc sur terrain neutre à Caracas et se termine sur le score de 3 à 2 pour les visiteurs. En raison des retraites successives des leaders Pecci et González à la fin des années 1980, l'équipe perd plusieurs rencontres face à la Tchécoslovaquie et à la Suisse notamment et se voit rétrogradée dans les zones américaines. Ce n'est qu'en 2004, sous l'impulsion de Ramón Delgado que le Paraguay retrouve la première division continentale et dispute même les barrages du groupe mondial face à la République Tchèque. Après trois échecs en 2005, l'équipe est de nouveau reléguée en seconde division.
L'équipe a atteint à quatre reprises les quarts de finale de l'épreuve (en 1983, 1984, 1985 et 1987).

## Joueurs de l'équipe
- Juan Borba
- Ayed Zatar
- Diego Galeano

## Historique des capitanats
- Alberto Gross-Brown (198?-1990)
- Oscar Napout (1991)
- Víctor Pecci (1992-2009, 2011-2012)
- Marcos Gonzalez (2009-2010)
- Gustavo Ramirez (2013-2014)
- Paulo Carvallo (2015-2016)
- Diego Galeano (2017-)